# Paul’s Boutique
A Paul’s Boutique a Beastie Boys második albuma. A kiadó képviselői eleinte bukásnak tartották, így nem reklámozták tovább. Az album népszerűsége azonban nőtt, sokan az együttes áttörő sikerének tartották. A dalszövegekben változatos témájú album bebiztosította, hogy a Beastie Boys legyen a kritikusok által leginkább elismert hiphop együttes. Sokan a lemezt az együttes magnum opus-ának nevezték. Az album ezután több legjobb-listára került fel, és mérföldkő lett a hiphop történetében.
1999. január 27-én lett dupla platina, 2003-ban a 156. helyre került a Rolling Stone magazin Minden idők 500 legjobb albuma listáján. Szerepel továbbá az 1001 lemez, amit hallanod kell, mielőtt meghalsz című könyvben.

## Az album dalai
|     | Cím | Szerző(k)                   | Hossz                                              |
| --- | --- | --------------------------- | -------------------------------------------------- |
| 1.  | To All the Girls | Beastie Boys, Dust Brothers | 1:29                                               |
| 2.  | Shake Your Rump | Beastie Boys, Dust Brothers | 3:19                                               |
| 3.  | Johnny Ryall | Beastie Boys, Dust Brothers | 3:00                                               |
| 4.  | Egg Man | Beastie Boys, Dust Brothers | 2:57                                               |
| 5.  | High Plains Drifter | Beastie Boys, Dust Brothers | 4:13                                               |
| 6.  | The Sounds of Science | Beastie Boys, Dust Brothers | 3:11                                               |
| 7.  | 3-Minute Rule | Beastie Boys, Dust Brothers | 3:39                                               |
| 8.  | Hey Ladies | Beastie Boys, Dust Brothers | 3:47                                               |
| 9.  | 5-Piece Chicken Dinner | Beastie Boys, Dust Brothers | 0:23                                               |
| 10. | Looking Down the Barrel of a Gun | Beastie Boys, Dust Brothers | 3:28                                               |
| 11. | Car Thief | Beastie Boys, Dust Brothers | 3:39                                               |
| 12. | What Comes Around | Beastie Boys, Dust Brothers | 3:07                                               |
| 13. | Shadrach | Beastie Boys, Dust Brothers | 4:07                                               |
| 14. | Ask for Janice | Beastie Boys, Dust Brothers | 0:11                                               |
| 15. | B-Boy Bouillabaisse: 59 Chrystie Street Get on the Mic Stop That Train A Year and a Day Hello Brooklyn Dropping Names Lay It on Me Mike on the Mic A.W.O.L | Beastie Boys, Dust Brothers | 12:33 0:56 1:14 1:58 2:21 1:31 1:02 0:53 0:48 1:45 |

## Helyezések

### Album
| Year | Chart                  | Position |
| ---- | ---------------------- | -------- |
| 1989 | Billboard 200          | 14       |
| 1989 | Top R&B/Hip-Hop Albums | 24       |

### Kislemezek
| Year | Single     | Chart              | Position |
| ---- | ---------- | ------------------ | -------- |
| 1989 | Hey Ladies | Billboard Hot 100  | 36       |
| 1989 | Hey Ladies | Hot Rap Singles    | 10       |
| 1989 | Hey Ladies | Modern Rock Tracks | 18       |

## Közreműködők
- Beastie Boys – producer
- Allen Abrahamson – hangmérnökasszisztens
- Mario Caldato Jr. – hangmérnök
- Mike Simpson – producer, lemezjátszó, együttes
- The Dust Brothers – producer
- Matt Dike – együttes
- Ricky Powell – fényképek
- Jeremy Shatan – fényképek
- Nathaniel Hörnblowér – fényképek
- Dominick Watkins – fényképek